# Жозе Мануел Кіна
Жозе Мануел Кіна (порт. José Manuel Quina, 3 жовтня 1934) — португальський яхтсмен.
Срібний призер Олімпійських Ігор 1960 року в класі Зоряний.